# سیارک ۶۶۲۶
سیارک ۶۶۲۶ (به انگلیسی: 6626 Mattgenge، نامگذاری:1981EZ46) شش هزار و ششصد و بیست و ششمین سیارک کشف شده‌است که در ۲ مارس ۱۹۸۱ کشف شد.
قدر مطلق سیارک برابر ۱۲.۳ است.